# Bascharage
Bascharage (lb. Nidderkäerjeng, niem. Niederkerschen) – wieś w południowo-zachodnim Luksemburgu, siedziba administracyjna gminy Käerjeng, w kantonie Capellen. Do 3 października 2015 leżała w dystrykcie Luksemburg. Wieś zamieszkuje 5995 osób. Do 31 grudnia 2011 samodzielna gmina.